# Goran Jurić
Goran Jurić (n. Mostar, Bosnia y Herzegovina; 5 de febrero de 1963) es un futbolista bosnio nacionalizado croata, que se desempeñaba como defensor. Incluso fue parte del seleccionado croata, que obtuvo el tercer lugar del Mundial de 1998.

## Clubes
| Club                    | País                 | Año         |
| ----------------------- | -------------------- | ----------- |
| FK Velež Mostar         | Bosnia y Herzegovina | 1982 - 1987 |
| Estrella Roja           | Serbia               | 1987 - 1991 |
| Celta de Vigo           | España               | 1991 - 1993 |
| GNK Dinamo Zagreb       | Croacia              | 1993 - 1995 |
| NK Hrvatski Dragovoljac | Croacia              | 1995 - 1996 |
| NK Zagreb               | Croacia              | 1996        |
| GNK Dinamo Zagreb       | Croacia              | 1997 - 2000 |
| Yokohama F. Marinos     | Japón                | 2000        |
| NK Zagreb               | Croacia              | 2001        |